# Sulak (fiume)
Il Sulak (in russo Сула́к?) è un fiume della Russia europea meridionale (Daghestan), tributario del Mar Caspio.

## Descrizione
Il Sulak nasce ad un'altitudine di 355 m dalla confluenza dell'Andijskoe Kojsu (lungo 144 km) da sinistra e dell'Avarskoe Kojsu (178 km) da destra, che scendono dalle pendici nord-orientali del Gran Caucaso. La lunghezza del fiume è di 169 km, quella totale compreso l'Avarskoe Kojsu è di 322 chilometri. L'area del suo bacino è di 4 810 km².
Il fiume scorre dapprima nel canyon principale del Sulak (profondità 700-1500 m), poi nella gola Achetlinskij, nei canyon Čirkej e Malyj Sulak, quindi esce in un'ampia valle dove si divide nel Sulak vero e proprio e nel ramo del Malyj Sulak (Piccolo Sulak). Sfocia nel Mar Caspio formando un delta, presso l'insediamento di tipo urbano di Sulak. Il suo maggior affluente è l'Aktaš.